# Кок-оол, Виктор Шогжапович
Виктор Шогжапович Кок-оол (1 марта 1906 — 20 февраля 1980) — писатель, поэт, композитор, драматург, артист, первый диктор тувинского радио. Заслуженный артист РСФСР (1961). Народный артист Тувинской АССР (1966).

## Биография
Родился 1 марта 1906 года в селе Торгалыг 13-м ребенком потомственной шаманки. С 1925 года — солдат-сигнальщик Народной армии, потом получил звание командира взвода. В 1928 году поступил в Коммунистический университет трудящихся Востока. После окончания, в 1932 году вернулся в Туву и работал в области просвещения и культуры. С 1935 по 1937 годы учился в Государственном театральном институте им. А. Луначарского, где слушал лекции К. С. Станиславского, В. И. Немировича-Данченко и других мастеров советского театра. После окончания работал сначала директором и режиссером, затем артистом Тувинского музыкально-драматического театра.
Литературной деятельностью начал заниматься с 1934 года. Впервые в истории тувинской драматургии в 1925 г. В.Кок-оолом поставлена для солдатов Народно-революционной армии пьеса «Хам-оол». Он — автор первых тувинских пьес: «Чутту утпаалынар» («Не забывайте о джуте»), «Чалым-Хая», «Ах, чаражын!» («Ну и красавица!»), «Маны-Кара», «Хайыраан бот», «Самбажык». Пьесы его стали классическими произведениями тувинской драматургии. Он сыграл в театре и кино более 50 ролей. Сочинил мелодии для многих песен. Позывные тувинского радио каждый раз начинаются песней В.Кок-оола «Байлак чуртум» («Богатый мой край»). Каждый год театральный сезон Тувинского музыкально-драматического театра начинается с пьесы В.Кок-оола «Хайыраан бот». Первое собрание сочинений вышло в 1976 г. Его именем назван республиканский Музыкально-драматический театр. В.Кок-оол удостоен высокой чести быть включенным в число лиц, названных в книге «Заслуженные люди Тувы XX века». Был членом Всероссийского театрального общества, членом Союза писателей СССР, член Союза писателей Тувинской Народной Республики.
Умер 20 февраля 1980 года.

## Награды и звания
- Орден «Знак Почёта»
- Медаль «За трудовое отличие»
- Медаль «За доблестный труд. В ознаменование 100-летия со дня рождения Владимира Ильича Ленина»
- Заслуженный артист РСФСР (1961)
- Народный артист Тувинской АССР (1966)

## Основные публикации
- «Не забывайте джут»: пьеса
- «Чалым-Хая»: пьеса
- «Самбажык»: книга пьес
- «Богатый мой край»: песни